# Гранејда (Минесота)
Гранејда (енгл. Granada) град је у америчкој савезној држави Минесота.

## Демографија
По попису из 2010. године број становника је 303, што је 14 (-4,4%) становника мање него 2000. године.
| Група             | 2000.       | 2010.       |
| Белци             | 315 (99,4%) | 299 (98,7%) |
| Афроамериканци    | 0 (0,0%)    | 1 (0,3%)    |
| Азијати           | 0 (0,0%)    | 0 (0,0%)    |
| Хиспаноамериканци | 1 (0,3%)    | 2 (0,7%)    |
| Укупно            | 317         | 303         |